# Leila Chudori
Leila Salikha Chudori (ur. 12 grudnia 1962 w Dżakarcie) – indonezyjska dziennikarka i pisarka.

## Życiorys
Jej ojciec, Muhammad Chudori, był współzałożycielem „The Jakarta Post”.
Swoje pierwsze opowiadania publikowała w wieku 12 lat (na łamach czasopism „Si Kuncung”, „Kawanku” i „Hai”). W 1988 r. ukończyła Trent University w Kanadzie. W trakcie swojej kariery pracowała dla „Jakarta Jakarta” i „Tempo”.
Autorka zbiorów opowiadań Malam Terakhir i 9 dari Nadira. Jej powieść Pulang z 2012 r. zdobyła nagrodę literacką Khatulistiwa. Powieść Laut Bercerita z 2017 r. przyniosła jej w 2020 r. nagrodę Southeast Asian Writers Award.

## Twórczość
- Malam Terakhir (1989) – zbiór opowiadań
- 9 dari Nadira (2009) – zbiór opowiadań
- Pulang (2012) – powieść
- Laut Bercerita (2017) – powieść